# ADカボフリエンセ
ADカボフリエンセ (ポルトガル語: Associação Desportiva Cabofriense) は、ブラジル・リオデジャネイロ州・カブ・フリウを本拠地とするサッカークラブである。

## 歴史
1997年1月2日にAAカボフリエンセ (Associação Atlética Cabofriense) として創設。その後ADカボフリエンセ (Associação Desportiva Cabofriense) に改名したが、チームは破産したため、後継クラブとしてカボ・フリオFC (Cabo Frio Futebol Clube) を創設。2001年に元のクラブ名であるADカボフリエンセに改名。

## タイトル

### 国内タイトル
- カンピオナート・カリオカ・セリエB：5回
  - 1986, 1988, 2002, 2010, 2013

### 国際タイトル
なし

## 歴代監督
- ソクラテス 1999
- アイルトン 2008

## 歴代所属選手
- グーガ 1984
- アルシンド 1999
- アイルトン 2001
- ダニエル 2002-2003, 2005-2006
- レアンドロ・エウゼビオ 2005

- ロベルト・セザー 2007-2009
- マイコン 2007-2008
- オジヴァン 2008
- ルーカス・シアレッチ 2008
- オリベイラ 2009-2010